# Ceraegidion horrens
Ceraegidion horrens är en skalbaggsart som beskrevs av Jean Baptiste Boisduval 1835. Ceraegidion horrens ingår i släktet Ceraegidion och familjen långhorningar. Inga underarter finns listade.